# Poule ou coq
 (septembre 2012).
Si vous disposez d'ouvrages ou d'articles de référence ou si vous connaissez des sites web de qualité traitant du thème abordé ici, merci de compléter l'article en donnant les références utiles à sa vérifiabilité et en les liant à la section « Notes et références ».
Poule ou coq est un jeu enfantin pratiqué dans les villages picards, vosgiens,en Alsace et dans toute la Lorraine, ainsi qu'en Wallonie (et sans doute ailleurs, peut-être sous un autre nom ou avec des variantes).
Il s'agit d'une sorte de tirage au sort réalisé au sein d'un petit groupe (de 2 à 4 enfants) en promenade dans un chemin vert.
Un des enfants cueille une longue tige d'herbe portant une remarquable ligne de petites graines ou d'épis, par exemple du type plantain et pose la question suivante : Tu choisis quoi ? poule ou coq ?.
Ayant obtenu de son interlocuteur une réponse, il fait alors glisser, en tirant d'une main, la tige de la graminée entre le pouce et l'index serrés de son autre main, en conservant la paume fermée, chargée de recueillir le lot de petites graines ainsi séparées de leur tige porteuse.
L'enfant ouvre ensuite la main et fait constater la forme qu'a prise l'ensemble des graines :
- si les graines constituent plus ou moins une boule (donc un œuf), il s'agit de « poule » ;
- si, par contre, elles ne se sont pas autant serrées les unes contre les autres, et forment plus ou moins encore un alignement (suggérant la plus longue plume de la queue du « coq »…)

Une autre variante en ayant la paume ouverte ou fermée :
- si les graines sont tirées de la tige, il s'agit de « poule » ;
- si, par contre, la tige casse en tirant avec ses doigts et que, donc, les graines restent attachées, il s'agit de « coq ».

Parfois, mais pas toujours, les enfants calculaient leur score.